# Полевой (Рязанская область)
Полевой — поселок в Шиловском районе Рязанской области в составе Борковского сельского поселения.

## Географическое положение
Поселок Полевой расположен на Окско-Донской равнине в 37,5 км к северо-востоку от пгт Шилово. Расстояние от села до районного центра Шилово по автодороге — 52 км.
На территории поселка — 2 небольших пруда, в 2 км к западу — озеро Святое. Ближайший населенный пункт — село Борки.

## Население
По данным переписи населения 2010 г. численность постоянного населения поселка Полевой не установлена.

## Происхождение названия
Первоначально поселок входил в состав близлежащего села Борки и не имел названия. В послевоенный период он был выделен в отдельный населенный пункт и получил название поселок Сельхозтехники, а затем, Указом Президиума Верховного Совета РСФСР от 10 января 1966 г., был переименован в поселок Полевой (от полевой — «находящийся в поле»).

## История
Поселок близ села Борки возник в 1876 г., когда зажиточный ерахтурский крестьянин и судовладелец Александр Викулович Качков построил здесь винокуренный завод. Для проживания его работников рядом с корпусами завода были построены дома. К 1914 г. винокуренный завод А. В. Качкова производил до 40 000 ведер вина и спирта в год на сумму свыше 24 тыс. руб. Работало на заводе 32 рабочих.
После Октябрьской революции 1917 г. винокуренный завод Качковых был национализирован, а возникший рядом с ним поселок получил название поселок Сельхозтехники (с 1966 г. — поселок Полевой). Спиртзавод в поселке Полевой, исправно работавший весь советский период, был закрыт в конце 1990-х гг.

## Достопримечательности
- Винокуренный завод купцов Качковых. Построен в 1876 г., находится в руинированном состоянии.
- Озеро Святое.[4]